# Claudiu Crulic
Claudiu Crulic (n. 1975 – d. 18 ianuarie 2008) a fost tânăr român care a murit într-un spital din Polonia după ce a intrat în greva foamei, ca protest față de arestarea sa abuzivă și modul cum a fost anchetat de către autoritățile poloneze care l-au acuzat de furt la 11 iulie 2007.
Cazul său a fost intens mediatizat, fiind și subiectul unui film - Crulic - Drumul spre dincolo (2011), realizat de Anca Damian.

## După deces
După moartea lui Crulic, trei membri ai conducerii spitalului penitenciarului Montelupich din Cracovia au fost acuzați de neacordare de ajutor unei persoane aflate în pericol de moarte.
De asemenea, moartea acestuia a dus și la demisia ministrului de externe al României de atunci, Adrian Cioroianu.

### Despre film
- Povestea animată a românului care a murit într-o închisoare poloneză Arhivat în 21 februarie 2014, la Wayback Machine., 22 septembrie 2010, Gabriela Lupu, România liberă
- Lungul drum al lui „Crulic" de la Dorohoi la Locarno Arhivat în 21 februarie 2014, la Wayback Machine., 8 august 2011, Gabriela Lupu, România liberă
- "Crulic – drumul spre dincolo" deschide Festivalul Anim’est, 1 august 2011, Evenimentul zilei
- „Crulic – drumul spre dincolo” primește Amnesty Award la Copenhaga, 18 noiembrie 2011, Evenimentul zilei
- Anca Damian: "La «Crulic» îți rămâne râsul în gât", 18 octombrie 2011, Ruxandra Grecu, Evenimentul zilei
- "Crulic" vorbește cu umor despre moarte, 22 octombrie 2011, Ruxandra Grecu, Evenimentul zilei
- „Crulic" face turul marilor festivaluri Arhivat în 21 februarie 2014, la Wayback Machine., 12 septembrie 2011, Gabriela Lupu, România liberă